# Trachylepis brevicollis
Trachylepis brevicollis este o specie de șopârle din genul Trachylepis, familia Scincidae, descrisă de Wiegmann 1837. Conform Catalogue of Life specia Trachylepis brevicollis nu are subspecii cunoscute.